# Тайнописное письмо Петра I
Письмо (см. рис. 1) зашифрованное лично Петром I было направлено, вероятно, князю В. В. Долгорукову, который в это время подавлял на Дону восстание Булавина. Чрезмерная жестокость, сравнимая лишь с кровавой расправой над мятежными стрельцами, обусловлена тем, что шведы вновь стояли у границ России, готовые вторгнуться в её пределы и надо было повстанцев «истрибить и себя от таких оглядов вольными в сей войне учинить».
Значительную часть письма составляет «клер» — незашифрованные слова и предложения. Это делалось в интересах облегчения процесса шифрования.
С современной точки зрения — это шифр простой замены, где буквы обычного текста заменены на специальные знаки и арабские цифры (см. рис. 3), которые в начале XVIII века были введены в употребление вместо устаревшей буквенной кириллической нумерации.
Из-за того, что некоторые знаки похожи по начертаниям, в шифрованной части письма много описок (см. рис. 2). Так вместо знака буквы Б написан знак буквы Т (и наоборот) на 3-й строке, на 8-й строке два раза и на 10-й. Вместо знака буквы Ы написан знак буквы В на 3-й строке и на 8-й. Недописка знака буквы Г (в виде латинской буквы Z) на 6-й строке привела к тому, что он стал знаком буквы П (в виде цифры 7) На 8-й строке в шифрованном слове буква Х оказалась не зашифрованной и стала знаком буквы Д. Наряду с описками есть и явные ошибки при шифровании. Так на 11-й строке вместо знака буквы Д написан знак буквы Б. На 12-й строке буква Е должна писаться прописной латинской h. Вместо этого написана заглавная латинская H. На 13-й строке вместо знака буквы Д написан знак буквы Т.
Ошибки и описки хоть и сбивают с толку, но общего хода мысли не нарушают.

Рис. 1
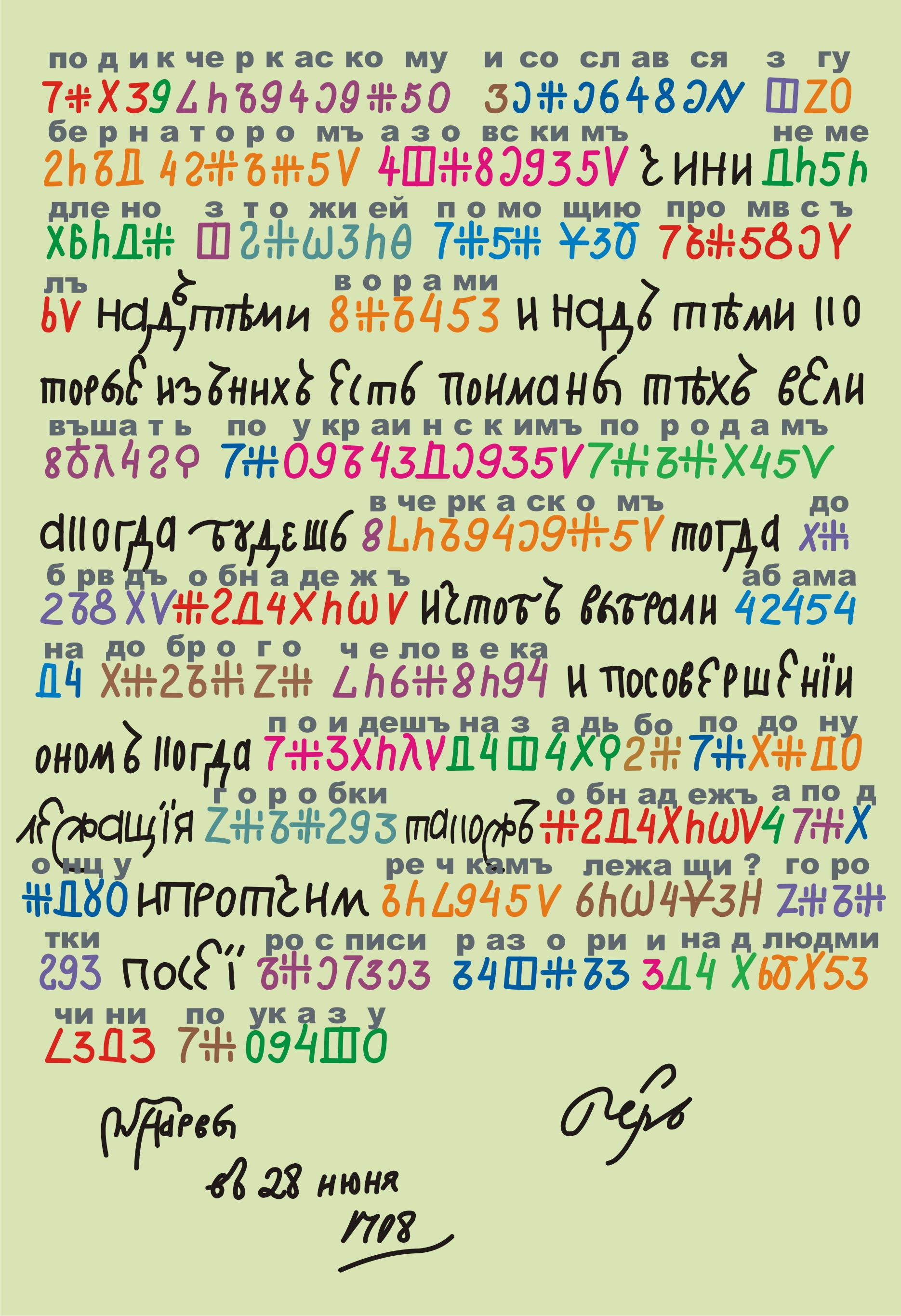
Рис. 2
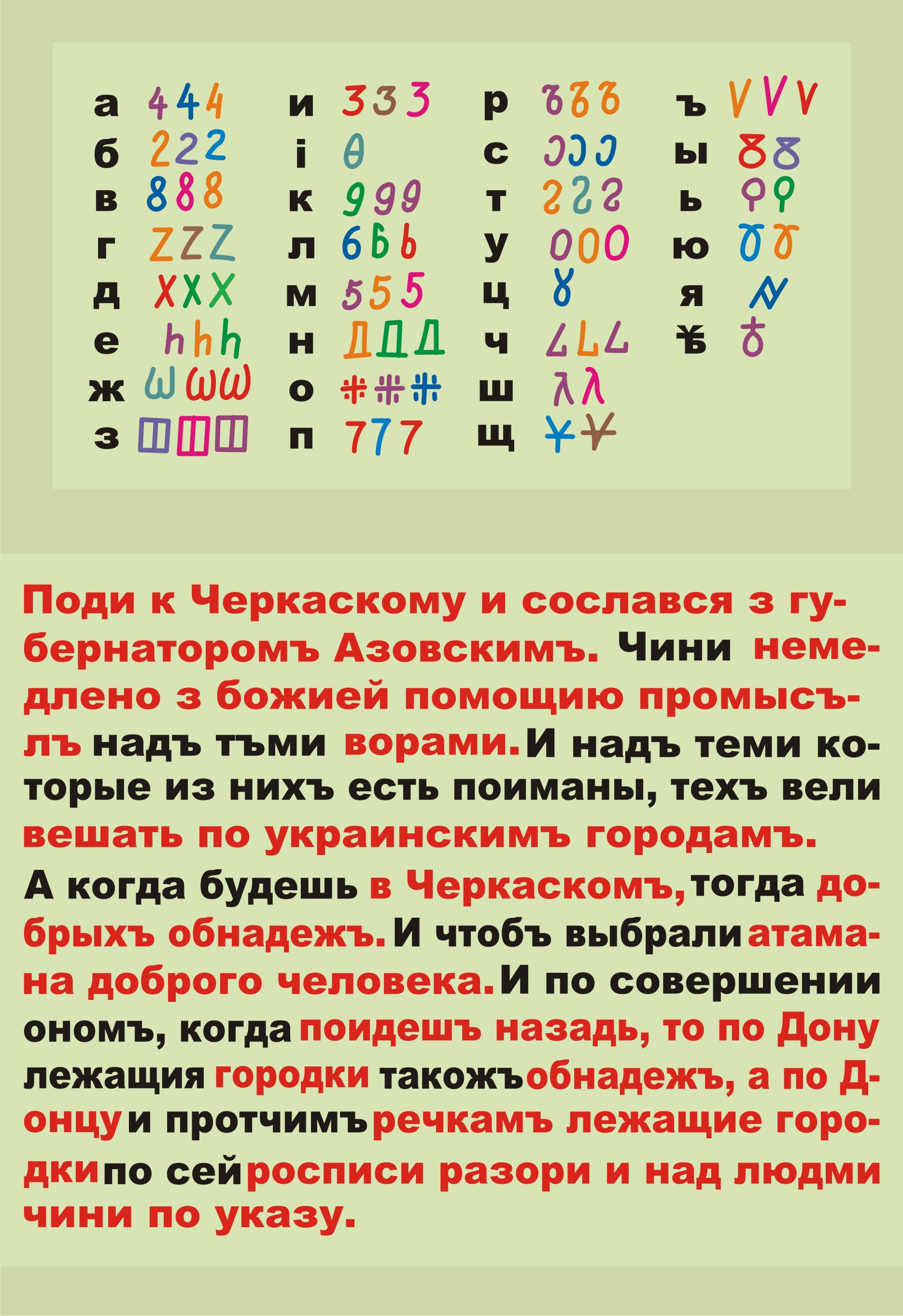
Рис. 3